# Lycoseris
Lycoseris là một chi thực vật có hoa thuộc họ Asteraceae.

## Danh sách loài
Chi này có các loài sau:
- Lycoseris boliviana
- Lycoseris bracteata
- Lycoseris colombiana K.Egeröd
- Lycoseris crocata (Bertol.) S.F.Blake
- Lycoseris denticulata
- Lycoseris eggersii Hieron.
- Lycoseris grandis Benth.
- Lycoseris hyssopifolia
- Lycoseris latifolia
- Lycoseris macrocephala Greenm.
- Lycoseris mexicana (L.f.) Cass.
- Lycoseris minor K.Egeröd
- Lycoseris oblongifolia
- Lycoseris peruviana
- Lycoseris retroflexa
- Lycoseris sodiroi
- Lycoseris squarrosa
- Lycoseris trinervis (D.Don) S.F.Blake
  - Lycoseris trinervis subsp. altissima
- Lycoseris triplinervia Less.